# Bezirk Floridsdorf-Umgebung
Der Bezirk Floridsdorf-Umgebung war von 1906 bis 1938 ein politischer Bezirk in Niederösterreich.

## Geschichte
Der Bezirk entstand 1906 aufgrund der Eingemeindung von Floridsdorf, Hauptstadt des Bezirkes Floridsdorf, gemeinsam mit anderen Gemeinden nach Wien. Der Bezirk umfasste einen Teil des ehemaligen Bezirkes Floridsdorf, das waren die Gemeinden Aderklaa, Deutsch-Wagram, Gerasdorf, Süßenbrunn, der nicht zu Wien gelangende Teil von Breitenlee sowie der Gerichtsbezirk Groß-Enzersdorf (ohne das nach Wien eingemeindete Aspern und Teile von Groß-Enzersdorf) und der zuvor zum Bezirk Korneuburg gehörenden Gerichtsbezirk Wolkersdorf. Sitz der Bezirkshauptmannschaft war Wien-Floridsdorf.
Bereits 1934 gab es Bestrebungen der Niederösterreichischen Landesregierung zur Auflassung der Bezirkshauptmannschaft aus finanziellen Gründen. Sie wurden von der Bundesregierung nicht befürwortet. 1938 wurde die Bezirkshauptmannschaft bei der Schaffung von NS-Groß-Wien aufgelöst.
Die Gemeinden Aderklaa, Breitstetten, Deutsch-Wagram, Eckartsau, Fuchsenbigl, Haringsee, Kopfstetten, Leopoldsdorf im Marchfelde, Markgrafneusiedl, Obersiebenbrunn, Orth/Donau, Parbasdorf, Pframa, Straudorf und Wagram an der Donau gelangten zum Bezirk Gänserndorf; der Gerichtsbezirk Wolkersdorf, ausgenommen die nach Wien eingemeindeten Orte Gerasdorf, Seyring und Süßenbrunn, gelangte zum Bezirk Mistelbach.
Die bisherigen Gemeinden Andlersdorf, Breitenlee, Essling, Franzensdorf, Gerasdorf, Glinzendorf, Groß-Enzersdorf, Großhofen, Mannsdorf an der Donau, Mühlleiten, Oberhausen, Probstdorf, Raasdorf, Rutzendorf, Seyring, Schönau, Süßenbrunn und Wittau gelangten zur Stadt Wien. Gerasdorf und Seyring wurden dem 21. Gemeindebezirk, Floridsdorf, die übrigen dem 22. Gemeindebezirk, Groß-Enzersdorf, zugeschlagen.
Bis auf Breitenlee, Essling und Süßenbrunn erlangten alle 1938 an Groß-Wien angeschlossenen Gemeinden 1954 ihre Selbständigkeit wieder.
Dennoch wurde der Bezirk nicht mehr errichtet. Vorerst gelangten diese Gemeinden an den Bezirk Wien-Umgebung, 1957 an den Bezirk Gänserndorf, mit Ausnahme von Gerasdorf und Seyring, die 1957 an den Bezirk Mistelbach,
1958 wieder an den Bezirk Wien-Umgebung und (inzwischen vereinigt zu Gerasdorf) 2017 zum Bezirk Korneuburg gelangten.

## Der Bezirk heute
Vom Gebiet des ehemaligen Bezirkes gehören heute:
- zur Stadt Wien: ein Teil des 22. Bezirkes (ehemalige Gemeinden Breitenlee, Essling und Süßenbrunn)
- zum Bezirk Korneuburg: die Gemeinde Gerasdorf
- zum Bezirk Gänserndorf (Bezeichnungen nach heutigem Stand): die Gemeinden Aderklaa, Andlersdorf, Deutsch-Wagram, Eckartsau (ohne ehemalige Gemeinde Witzeisdorf), Glinzendorf, Groß-Enzersdorf, Großhofen, Haringsee, Leopoldsdorf im Marchfelde, Mannsdorf an der Donau, Markgrafneusiedl, Obersiebenbrunn, Orth/Donau, Parbasdorf und Raasdorf
- zum Bezirk Mistelbach (Bezeichnungen nach heutigem Stand): die Gemeinden Bockfließ, Großebersdorf, Groß-Engersdorf, Hochleithen, Kreuttal (ohne ehemalige Gemeinde Hornsburg), Kreuzstetten (ohne die ehemalige Gemeinde Oberkreuzstetten), Pillichsdorf, Ulrichskirchen-Schleinbach, Wolkersdorf.